# Keith Arkell
Keith Charles Arkell (Birmingham, 8 de enero de 1961) es un jugador de ajedrez británico que tiene el título de Gran Maestro desde 1995.

## Trayectoria
En el ranking de la Federación Internacional de Ajedrez (FIDE) de mayo de 2016, tenía un Elo de 2448 puntos, lo que le convertía en el jugador número 26 (en activo) de Inglaterra. Su máximo Elo fue de 2545 puntos, alcanzado en la lista de julio de 1996 (posición 183 en el ranking mundial). En 2014, en Oporto, se proclamó Campeón de Europa sénior en la categoría de mayores de 50 años. El mismo año empató para el primer puesto con Anatoli Vaisser el Campeonato mundial senior también en la categoría de más de 50 años, aunque fue segundo por desempate. De 1986 a 1993 estuvo casado con la Maestro Internacional, Susan Lalić.